# そとあそび
そとあそびは（sotoasobi inc.）、アウトドアアクティビティの予約サイトそとあそびやアウトドア事業者向けの予約台帳システムウラカタを提供していたWEBサービス運営会社である。

## 概要
そとあそビストとして活躍する山本貴義が個人で立ち上げたWEBサービスがそとあそびで、ガイド付きのアウトドアレジャーのみを厳選して掲載し、安全に楽しめる環境を作ることで外遊びを一般化することを目指している。
そとあそびの強みは質の高いアクティビティのみを掲載するという「キュレーション力」にある。掲載するアクティビティは、アウトドア経験の豊富な同社のキュレーターがすべて実際に体験取材をしたもののみで、「安全性や保険の有無、エンタメ性などを確認している。手間暇はかかるが『（そのアクティビティの）プロであること』と『（催行する）地域を知っていること』のどちらも達成できているか1つずつ見ている。」と社長の中島は語っている。
2014年に、ガイアックス元代表取締役副社長COOの中島裕が株式を取得して代表取締役社長に就任し、有限会社から株式会社化された。その後、2015年6月には B Dash Ventures などから総額3億円の資金調達を受け、2016年6月13日にスマートフォン向けゲームを開発するアカツキが株式を取得することが発表された。アカツキは今後2018年6月まで4回に分けて、総額14億1004万7000円の株式を取得する予定となっている。
創業者の山本貴義は自らそとあそビストという肩書を名乗り、マツコの知らない世界やももいろクローバーZのSUZUKI ハッピー・クローバー!などのメディア出演もしている。
2021年、同業のアソビュー株式会社に全株式を買収されたのち吸収併合される形で法人格としては消滅した。

## 事業内容
- アウトドアレジャー予約サイトそとあそびの運営
- アクティビティ事業者専用予約台帳システムウラカタの運営
- アウトドアレジャー情報メディアoutfitteroutfitterの運営

## 沿革
- 2004年6月 - アウトドアレジャー予約サイト「そとあそび」運営開始
- 2014年3月 - 中島裕代表取締役社長就任
- 2015年2月 - アクティビティ事業者専用予約台帳管理システム「ウラカタ」運営開始
- 2016年3月 - 株式会社アカツキによる株式取得の発表
- 2018年6月 - 株式会社アカツキによる株式取得の完了予定
- 2021年1月 - アソビュー株式会社が全株式を取得。法人として消滅。